# Björkö naturreservat, Uppland
Björkö naturreservat är ett naturreservat i Ekerö kommun i Stockholms län.
Området är naturskyddat sedan 1944 och är 1,6 hektar stort. Reservatet ligger på södersluttningen av Ingaberget i södra delen av Björkö.  Reservatet består av gammal barrskog.